# Corologia
La corologia (o fitogeografia corologica) è la disciplina che studia la distribuzione geografica dei Taxa, ma anche le caratteristiche ecologiche dei taxa legati a determinati ambienti o a qualche loro presunta origine comune. 
Un corotipo è un tipo di distribuzione geografica a cui appartiene un insieme di specie (o anche generi o famiglie) con areale simile. Questo insieme di specie viene chiamato geoelemento.
Per l'individuazione dei corotipi si confrontano gli areali di numerose specie, famiglie o generi e li si classificano in gruppi omogenei.

## Spettro corologico
I corotipi servono ad analizzare la composizione floristica di un territorio in termini di distribuzione fornendo un quadro sintetico e caratteristico rappresentato dallo spettro corologico, costituito da un istogramma che indica la percentuale di specie per ciascun corotipo.
In ciascun territorio la flora è strutturata in maniera complessa con specie appartenenti a più corotipi.

## Distribuzione geografica delle Angiosperme
Per avere un quadro mondiale della distribuzione delle Angiosperme si possono considerare i corotipi riferiti alle famiglie. Le Angiosperme si dividono in 257 famiglie appartenenti principalmente a 6 corotipi:
Cosmopolite
Vi appartengono quasi tutte le maggiori famiglie come Asteracee (Composite), Leguminose e Graminacee, ma anche diverse famiglie prevalentemente tropicali ma con numerose specie adattate anche a climi più temperati, come Orchidaceae, Rubiaceae ed Euphorbiaceae, e ancora famiglie distribuite nelle zone temperate di entrambi gli emisferi e nelle fasce montane delle zone tropicali, come Crucifere ed Ericaceae.
Prevalentemente rappresentate nell'emisfero settentrionale, ma presenti anche altrove sono le Fagaceae, Apiacee (Ombrellifere), Caryophyllaceae, Rosaceae, Campanulacee, Primulaceae, Ranunculaceae e Saxifragaceae.
Panboreali
Sono le famiglie limitate alle zone temperato-fredde dell'emisfero boreale, come le Liliaceae, Aceraceae, Betulaceae, Caprifoliaceae e Cannabacee.
Panaustrali
Distribuite in tutte le terre periantartiche (Patagonia e Cile, Sudafrica, Nuova Zelanda, Australia e Tasmania), testimoniando così anche l'antica contiguità fra queste terre. Esempi sono le Gunneraceae, le Proteaceae e le Goodeniaceae
Pantropicali
Distribuite nelle zone intertropicali, ne sono esempi le Myrtaceae, Acanthaceae, Lauraceae, Verbenaceae, e Arecacee (Palme). Quasi tutte comunque hanno qualche rappresentante anche in aree temperato-calde di entrambi gli emisferi.
Bipolari
Rappresentate in aree fortemente disgiunte del globo, come le Papaveraceae (Nordamerica e Eurasia, Sudafrica e Australia), le Posidoniaceae (Mediterraneo, Australia) e le Cistaceae (Nordamerica ed Eurasia occidentale, Sudamerica).
Endemiche
Distribuite su un solo continente o in regioni anche più limitate, come le Cactaceae americane.

## Distribuzione geografica delle Conifere
Le Conifere contano in totale 10 famiglie appartenenti ai seguenti corotipi:
Cosmopolite
L'unica famiglia cosmopolita è quella delle Cupressaceae.
Boreali
A questo corotipo appartengono Pinaceae, Taxodiaceae e Taxacee.
Australi
Vi appartengono Araucariaceae e Podocarpaceae
Endemiche
Sono le Cephalotaxaceae della regione sino-giapponese e le Sciadopityaceae del Giappone.

## Corotipi della flora italiana
Alofite
Specie relative agli ambienti salini dei litorali marini o dei deserti salati dell'interno dei continenti.
Anfiadriatiche
Si intendono quelle specie che si trovano su entrambe le sponde del mar Adriatico.
Artico-alpine (Eurasiatiche)
Sono le specie la cui origine è situata nelle zone artiche e nelle montagne della fascia temperata dell'Eurasia.
Asiatiche
Piante di origine essenzialmente Asiatica, comprese le zone fredde, temperate e calde.
Asia tropicale
Piante la cui origine è da ricercarsi nell'Asia tropicale (India del sud e Indonesia).
Centroeuropee
Specie dell'Europa temperata comprese tra la Francia e l'Ucraina.
Circumboreali
Tipiche delle zone fredde e temperato-fredde di Eurasia e Nordamerica e nelle fasce montane (artico-alpine); ne è un esempio il Mirtillo rosso (Vaccinium vitis-idaea).
Circumboreali-Artiche-Alpine
Sono piante comprese nelle zone artiche dell'Eurasia e Nordamerica e nelle montagne alte della fascia temperata.
Cosmopolite
Specie di ampia distribuzione geografica, in prevalenza si tratta di cosmopolite secondarie la cui diffusione è cioè dovuta all'uomo.
Endemiche
Con areale entro i confini italiani (euriendemiche) o ancor più ristretto (stenoendemiche), come le endemiche sarde, siciliane, apuane ecc.
Endemiche Alpiche
Specie distribuite solo sulla catena alpina (sia sul versante meridionale che quello settentrionale).
Est – Alpiche/Appenniniche
Areale relativo alle Alpi orientali e (in parte) all'Appennino settentrionale.
Est - Alpiche/Illiriche
Sono quelle specie il cui areale va dalle Alpi Orientali alla fascia costiera orientale del Mare Adriatico.
Eurasiatiche
Areale a cavallo tra Europa e Asia, come il Carpino bianco (Carpinus betulus).
Eurasiatiche/Nord Americane
(sinonimo di Circumboreale)
Eurimediterranee
L'areale è centrato sulle coste mediterranee, ma può prolungarsi verso nord e verso est  (areale tipico della Vite).
Europee
Ampio areale in tutta Europa dalla Scandinavia alla Sicilia, come il Faggio (Fagus sylvatica).
Europee-Caucasiche
Ampio areale in tutta Europa con presenze rilevanti fino al Caucaso.
Eurosiberiane
Sono le specie che vivono nelle zone fredde e temperato-fredde dell'Eurasia.
Illiriche
Sono quelle specie relative alla fascia costiera orientale del Mare Adriatico.
Mediterranee
Suddivise in stenomediterranee, il cui areale non sorpassa quello dell'Olivo coltivato (Olea europea il cui areale delimita la regione floristica mediterranea), ed eurimediterranee, il cui areale si trova entro quello della Vite (Vitis vinifera); ne è un esempio il Cerro (Quercus cerris).
Mediterraneo-atlantiche
Sono delle eurimediterranee distribuite anche nelle regioni atlantiche d'Europa come l'agrifoglio (Ilex aquifolium).
Mediterraneo–atlantiche (Eurimediterranee)
Come il tipo “Mediterraneo-atlantiche”, ma con una maggiore penetrazione nell'entroterra. 
Mediterraneo Occidentali
Specie diffuse dall'Italia alla Spagna all'interno del Mediterraneo.
Mediterraneo - Turanico
Specie delle zone desertiche e subdesertiche dal bacino Mediterraneo all'Asia centrale.
Nord Est Mediterraneo (Turanico)
Specie la cui area è centrata verso il Mediterraneo nord-orientale  fino all'Iran.
Orofite Alpino-Carpatiche
Sono le specie relative all'areale gravitante sui rilievi delle Alpi ai Carpazi.
Orofite Alpino-Pirenaiche
Sono le specie relative all'areale gravitante sui rilievi dei Pirenei, Massiccio Centrale e Alpi (talvolta anche sui Balcani).
Orofite Centroeuropee
Specie dei rilievi montani dell'Europa temperata compresa tra la Francia e l'Ucraina.
Orofite Est Alpino – Dinariche
Sono le specie relative ai rilievi delle Alpi Orientali e all'areale gravitante attorno alle Alpi Dinariche.
Orofite – Eurasiatiche
Sono le specie dei rilievi montani dell'Europa e dell'Asia.
Orofita – Eurimediterraneo
L'areale è centrato sui rilievi vicini alle coste mediterranee, ma può prolungarsi verso nord e verso est. 
Orofite Mediterraneo Occidentali
Specie diffuse sui rilievi montani dall'Italia alla Spagna all'interno del bacino del Mediterraneo.
Orofite NE Mediterranee
Come le Orofite Nord Mediterranee, ma centrate verso il Mediterraneo nord-orientale .
Orofite Nord Mediterranee
Specie montane ed alpine dei rilievi posti a nord del Mediterraneo; esclusi quindi i rilievi nord africani. (sinonimo di “Sud Europee Montane”)
Orofite Paleotropicale
Zone montane della fascia tropicale tra l'Africa e l'Asia.
Orofite Sud-Est Europee
Specie montane e alpine dei rilievi dell'Europa meridionale-orientale (dalle Alpi ai Balcani e oltre; occasionalmente possono essere compresi i rilievi del Caucaso e dell'Anatolia).
Orofite Sud Europee
Specie montane e alpine dei rilievi dell'Europa meridionale (dai Pirenei ai Balcani; occasionalmente possono essere compresi i rilievi del Caucaso e dell'Anatolia).
Orofite Sud Ovest Europee
Specie relative all'areale gravitante tra la Penisola Iberica e il Massiccio Centrale Francese (raramente sui Balcani)
Paleotemperate
Sono le zone Eurasiatiche in senso lato compreso anche il Nord Africa.
Pontiche
Specie che gravitano nell'areale centrato attorno al Mar Nero.
Steno-Mediterraneo
È l'areale che va da Gibilterra al Mar Nero attraverso il Mediterraneo.
Steno-Mediterranee Occidentali
Areale delle specie che vanno dall'Italia alla Spagna e coste atlantiche compresa l'Algeria.
Steno-Mediterranee Nordorientali
Specie che si trovano distribuite dalla Penisola Balcanica alla Turchia.
Steno-Mediterranee Settentrionali
Specie che si trovano distribuite sulle coste meridionali dell'Europa, dalla Spagna alla Grecia.
Subatlantiche
Specie dell'Europa occidentale e zone più orientali a clima suboceanico.
Subcosmopolite
Si trovano quasi in tutte le parti della Terra, ma con lacune importanti (una zona climatica o un sub-continente).
Subendemiche
Specie con areale principale sul territorio italiano, ma sconfinante su alcune zone dei Paesi vicini.
Submediterranee
Sono le specie dell'entroterra mediterraneo.
Sud Est Europee
Specie della regione Carpatico-Danubiana.
Sud Europee
Specie delle zone calde dell'Europa meridionale
Sud Europee Montane
Specie montane ed alpine dei rilievi relativi all'Europa del sud; principalmente attorno al Mediterraneo (sinonimo di Orofite Nord Mediterranee).
Sud Europee Pontiche
Specie che gravitano dall'areale attorno al Mar Nero fino al Mediterraneo orientale.
Sud Ovest Asiatico
Zone desertiche e subdesertiche dal bacino mediterraneo all'Asia centrale.
W-Europee
Specie dell'Europa occidentale dalla Penisola Iberica, Inghilterra e Scandinavia.